# Łukasz Sapela
Łukasz Sapela (21 settembre 1982) è un ex calciatore polacco, di ruolo portiere.